# Storloken (Offerdals socken, Jämtland, 705337-141280)
Storloken är en sjö i Krokoms kommun i Jämtland och ingår i Indalsälvens huvudavrinningsområde.